# Ensaio destrutivo
Ensaio destrutivo  são aqueles que deixam algum sinal na peça ou corpo de prova submetido ao ensaio, mesmo que estes não fiquem inutilizados..
No ensaio de tração por exemplo, que é um dos métodos mais comuns de ensaios mecânicos destrutivos, utilizado para determinar o módulo de Young de um material, o corpo de prova sofre uma tensão que tende a alongá-lo ou esticá-lo até que ocorra a fratura. O equipamento utilizado neste ensaio é chamado de extensômetro.
Muitos outros tipos de ensaios destrutivos ainda são comumente utilizados, porém a possibilidade de realização mediante um ensaio não destrutivo onde o material em questão não sofra nenhum tipo de dano e, portanto, possa ser reutilizado normalmente desperta grande interesse, levando-se em consideração vantagens como economia de tempo e dinheiro, facilidade de execução, precisão nas medidas, dentre outras.